# 夢ぐも
「夢ぐも」（ゆめぐも）は、marbleの10枚目のシングル。2012年11月7日にGloryHeavenより発売された。

## 概要
テレビアニメ『ひだまりスケッチ×SP』のエンディングテーマに使用されたスプリットシングル「nora」から1年ぶりとなるリリースで、2012年1枚目のシングル。
表題曲「夢ぐも」は、テレビアニメ『ひだまりスケッチ×ハニカム』のエンディングテーマに使用されている。
2012年11月24日にAKIHABARAゲーマーズ本店で発売記念トークイベントとミニライブ、サイン会が開催された。

## 収録曲
（全作詞：micco、全編曲：菊池達也）
1. 夢ぐも
  - 作曲：micco
  - テレビアニメ『ひだまりスケッチ×ハニカム』エンディングテーマ

夢に描く自分をコンセプトにした楽曲[1]
2. いつか明ける空へ
  - 作曲：菊池達也
3. 夢ぐも (instrumental)
4. いつか明ける空へ (instrumental)